# Lepisanthes oligophylla
Lepisanthes oligophylla är en kinesträdsväxtart som först beskrevs av Merr. & Chun, och fick sitt nu gällande namn av N.H.Xia & Gadek. Lepisanthes oligophylla ingår i släktet Lepisanthes och familjen kinesträdsväxter. Inga underarter finns listade i Catalogue of Life.